# Carlo Cafiero

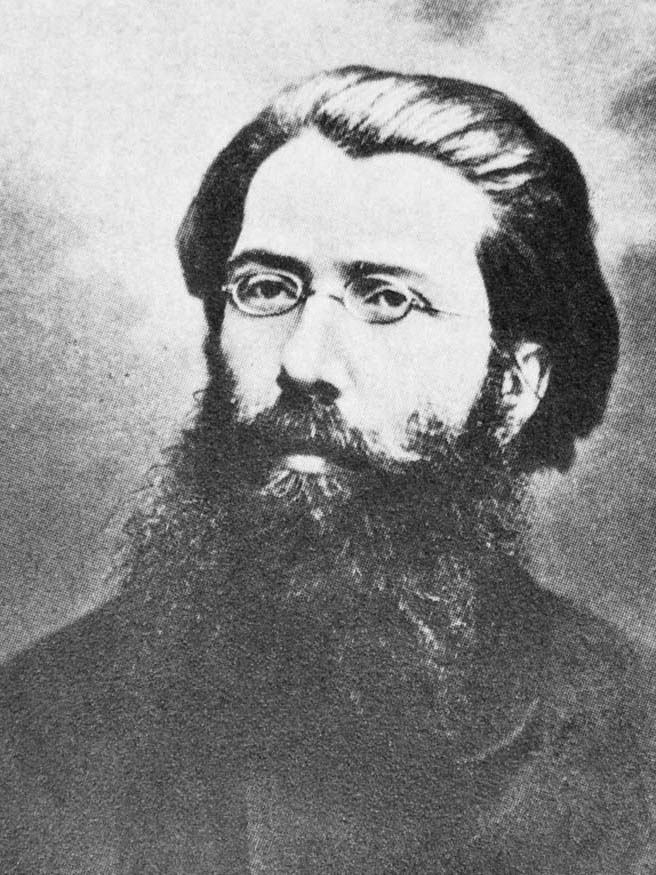
Carlo Cafiero, 1878

Carlo Cafiero (* 1. September 1846 in Barletta; † 17. Juli 1892 in Nocera Superiore) war ein italienischer Anarchist und Revolutionär. Er war Theoretiker des kommunistischen Anarchismus und Mitglied der Ersten Internationale.

## Leben
Carlo Cafiero wurde in Barletta in Apulien geboren. Sein Vater war ein reicher Großgrundbesitzer und Mitglied der Carbonari. Nach dem Abschluss seines Jurastudiums begab er sich nach Florenz, um in den diplomatischen Dienst zu treten. Als sich Cafiero 1870 nach London begab, kam er in Kontakt mit der Arbeiterbewegung und gab die diplomatische Karriere auf. Er lernte Karl Marx und Friedrich Engels kennen, die zu dieser Zeit im Generalrat der Ersten Internationale waren, und schloss sich der Internationale an.
Cafiero wurde von Marx und Engels mit der Aufgabe betraut, den Einfluss des Anarchismus und vor allem den Einfluss Michail Bakunins in Italien zurückzudrängen und die italienischen Arbeiter für den Marxismus zu gewinnen. Durch seine Kontakte mit italienischen Anarchisten, allen voran Giuseppe Fanelli, wechselte er die Seiten und wurde selbst zum Anarchisten. Er besuchte 1872 Bakunin in Locarno und die beiden diskutierten einen Monat lang miteinander und reisten an den Kongress von Saint-Imier. Ein Jahr später verkaufte Cafiero sein ererbtes Land und kaufte die Villa Baronata in der Bakunin lebte. Es sollte zum Zentrum der anarchistischen Bewegung werden und bot polizeilich gesuchten Revolutionären ein Versteck. Doch kurz darauf kam Cafiero in Geldnöte und das Haus musste verkauft werden. 
1875 schloss er sich der Redaktion der ersten sozialistischen Zeitung Italiens La plebe an und startete zwei Jahre später zusammen mit Errico Malatesta, Stepniak und anderen einen Aufstand in der Provinz Caserta. Ohne Kämpfe nahmen sie das Dorf Letino ein und wurden von der Dorfbevölkerung enthusiastisch empfangen. Waffen und Güter wurden gleich unter den Bewohnern verteilt, die Steuern wurden den Menschen zurückgegeben und offizielle Dokumente wurden verbrannt. Cafiero hielt eine Rede über Anarchismus und Freiheit und diese Rede soll sogar den Dorfpfarrer überzeugt haben, der später den Kirchgängern erklärte, die Internationalisten seien die wahren Apostel, von Gott gesandt. Am Tag darauf wiederholten sie in Gallo dasselbe, doch beim Verlassen des Dorfes wurden sie von Regierungstruppen überrascht und festgenommen. Sie wurden ein Jahr lang ohne Anklage festgehalten und schließlich freigelassen.
In der Schweiz pflegte Cafiero Kontakt mit Peter Kropotkin und gab gemeinsam mit Elisée Reclus 1882 Bakunins Buch Gott und der Staat heraus. Im gleichen Jahr kehrte er nach Italien zurück um, wie er sagte, an einer Wahlkampagne teilzunehmen. Er wurde festgenommen und kam im Gefängnis in eine psychische Krise. Nach einem Selbstmordversuch wurde sein Fall zum Skandal und er wurde freigelassen. Nachdem sich Cafiero ein weiteres Mal versuchte das Leben zu nehmen, wurde er in eine Psychiatrische Klinik in Florenz eingewiesen, in die psychiatrische Einrichtung „Vittorio Emanuele II“ von Nocera Inferiore verlegt, und starb am 17. Juli 1892 in ihrer Außenstelle in Nocera Superiore.

## Werke
- Il Capitale di Carlo Marx, brevemente compendiato da Carlo Cafiero, Biblioteca Socialista, n. 5, Bignami e c. editori, Milano 1879.
- Carlo Cafiero, Scritti, 1880
- La rivoluzione per la rivoluzione. Raccolta di scritti a cura e con introduzione di Gianni Bosio, Milano 1968 (alcuni testi sono in francese). Questo libro fu riedito con tutti i testi in italiano, con il titolo Carlo Cafiero, Rivoluzione per la rivoluzione. Raccolta di scritti a cura e con introduzione di Gianni Bosio, Samonà e Savelli, Roma 1970.
- Einführung in das „Kapital“ von Marx. Übers. von Renate Genth. Eingel. von Giacomo Marramao. Scriptor-Verlag, Kronberg (Ts.) 1974. ISBN 978-3-589-00016-6
- Il Capitale di Karl Marx. Compendio di Carlo Cafiero, presentazione di Rossano Pisano, Editori Riuniti, Roma 1996. (=Universale economica 25)

## Weiterführende Literatur
- Erwin Oberländer (Hrsg.): Der Anarchismus. In: „Dokumente der Weltrevolution“, Band 4. Walter-Verlag, Olten 1973, ISBN 3-7632-1725-8, S. 229 ff.
- Carlo Cafiero: Die Aktion (Dezember 1880), in: E. Oberländer (Hrsg.), „Dokumente der Weltrevolution“, Band 4, S. 229ff.
- Carlo Cafiero: Anarchie und Kommunismus (Oktober 1880), in der Zeitschrift: Freiheit vom April 1890.
- Roberto Fineschi, Rolf Hecker: Carlo Cafieros Interpretation von Marx' Le Capital. In: Beiträge zur Marx-Engels-Forschung. Neue Folge 2000. Argument, Hamburg 2000, ISBN 3-88619-686-0, S. 114–124.